# Massimeno
Massimeno est une commune italienne d'environ 100 habitants située dans la province autonome de Trente dans la région du Trentin-Haut-Adige dans le nord-est de l'Italie.

## Géographie
Massimeno est situé dans le val Rendena.

## Administration
| Période                                  | Période | Identité | Étiquette | Qualité |
| ---------------------------------------- | ------- | -------- | --------- | ------- |
|                                          |         |          |           |         |
| Les données manquantes sont à compléter. |         |          |           |         |

### Communes limitrophes
Les communes limitrophes sont  Bocenago, Caderzone, Comano Terme, Giustino, Pelugo, Spiazzo, Strembo et Valdaone.